# Itapecerica (kommun)
Itapecerica är en kommun i Brasilien.   Den ligger i delstaten Minas Gerais, i den sydöstra delen av landet, 600 km sydost om huvudstaden Brasília. Antalet invånare är 21 377.
Följande samhällen finns i Itapecerica:
- Itapecerica

Omgivningarna runt Itapecerica är huvudsakligen savann. Runt Itapecerica är det glesbefolkat, med 14 invånare per kvadratkilometer.